# Presqu'île du Nord-Ouest
La presqu'île du Nord-Ouest est une péninsule située dans le Nord-Ouest d'Haïti, État (en) des Antilles occupant le tiers occidental de l'île (en) d'Hispaniola. Au niveau administratif, elle est partagée entre la majorité du département du Nord-Ouest et d'une partie de ceux d'Artibonite et du Nord,.
Elle est baignée au nord par l'océan Atlantique (baie du Môle (ceb), baie du Port à l'Écu (ceb), baie des Moustiques et baie Fond Lagrange (ceb)), à l'ouest par le passage du Vent et au sud par le golfe de la Gonâve (baie de Henne (ceb) et baie des Gonaïves, elle-même subdivisée entre la baie Lefèvre (ceb) et la baie Carénage (ceb)), dans la mer des Caraïbes. Elle fait face au nord à l'île de la Tortue par le canal de la Tortue et au sud à l'île de la Gonâve par le canal de Saint-Marc,.
Pour l'Organisation hydrographique internationale (OHI), à travers sa publication Limits of Oceans and Seas (3e édition, 1953), la pointe la Perle (ceb), située à l'extrémité occidentale de la péninsule, constitue avec la Punta Caleta (ceb) (province de Guantánamo, à Cuba) un des deux points de repère servant de limite géographique pour la mer des Caraïbes au niveau du passage du Vent.